# Carolina Darias
Carolina Darias San Sebastián (ur. 25 listopada 1965 w Las Palmas de Gran Canaria) – hiszpańska polityk, prawniczka, urzędniczka i działaczka samorządowa, w latach 2015–2019 przewodnicząca parlamentu Wysp Kanaryjskich, w latach 2019–2020 minister w rządzie regionalnym, minister polityki terytorialnej i służb publicznych (2020–2021) oraz minister zdrowia (2021–2023) w rządzie Hiszpanii.

## Życiorys
Ukończyła studia prawnicze na Universidad de La Laguna. Dołączyła do korpusu wyższych urzędników administracji publicznej we wspólnocie autonomicznej Wysp Kanaryjskich. Pracowała w administracji regionalnej, zajmując się sprawami gospodarczymi. Zaangażowała się w działalność polityczną w ramach regionalnego oddziału Hiszpańskiej Socjalistycznej Partii Robotniczej (PSOE). W 1999 została radną swojej rodzinnej miejscowości. W latach 2004–2007 pełniła funkcję zastępczyni delegata rządu hiszpańskiego w prowincji Las Palmas. Od 2007 do 2008 sprawowała mandat posłanki do regionalnego parlamentu. W 2008 zajmowała stanowisko dyrektora w administracji miejskiej w Las Palmas de Gran Canaria, po czym od tegoż roku do 2011 sprawowała urząd delegata rządu w prowincji. W latach 2011–2015 była rzeczniczką PSOE w zarządzającym wyspą Gran Canaria organie cabildo insular. W latach 2015–2019 przewodniczyła parlamentowi Wysp Kanaryjskich. W lipcu 2019 dołączyła do rządu regionalnego, gdzie odpowiadała m.in. za sprawy gospodarki i zatrudnienia.
W styczniu 2020 objęła stanowisko ministra polityki terytorialnej i służb publicznych w drugim gabinecie Pedra Sáncheza. W styczniu 2021 w tym samym rządzie przeszła na urząd ministra zdrowia. Funkcję tę pełniła do marca 2023, odchodząc z gabinetu w związku z kandydowaniem w wyborach lokalnych. W czerwcu tegoż roku została wybrana na alkada miasta Las Palmas de Gran Canaria.